# Интерференция на светлината
Интерференция на светлината е вид интерференция – вълново явление на взаимно усилване или отслабване (до пълното им погасяване) на две светлинни вълни с еднаква честота (или дължина на вълната). Тя е едно от проявленията на вълновата природа на светлината. Интерференция възниква, когато два кохерентни източника на светлина, т.е. изпускащи напълно хомогенни светлинни лъчи с постоянна фазова разлика са разположени близо един до друг. Такива източници могат да бъдат например две огледални изображения на един и същ светлинен източник. Ако източниците са два, разликата в оптичния ход на двете вълни в точката на наслагване трябва да бъде по-малка от дължината на кохерентност на всеки от двата източника, иначе техните лъчи няма да интерферират.

## Физика на процеса
Интерференцията възниква също така и при разделяне на първоначалния лъч светлина на два лъча и преминаването му през тънък слой – например слоя, целенасочено нанасян на повърхността на оптични лещи с цел намаляване на загубите от отражение, наричан още просветляващо или антиотражателно покритие – метод, използван за подобряване на характеристиките на оптичните уреди. Преминавайки през слой с дебелина d, лъчът светлина се отразява двукратно – от неговата вътрешна и външна повърхност, като отразените лъчи интерферират. Пълно погасяване на лъчите ще се наблюдава при слой с оптична дебелина 
 d = λ/4,
 където λ е дължина на вълната. Ако λ=550 nm, то при дебелина на слоя 550:4=137,5 nm трябва да имаме пълно погасяване, т.е. липса на отразен лъч за тази дължина на вълната. Тук под оптична дебелина се разбира произведението на физическата дебелина и показателя на пречупване.
Слоят обаче придобива леко оцветяване, тъй като за другите дължини на спектъра от двете страни на {\displaystyle \lambda =550} нм условието за нулево отражение не е изпълнено и те не се погасяват напълно, а само се отслабват.

## Наблюдаване на интерференция
Явлението интерференция се наблюдава в тънки слоеве, особено в тънък слой несмесващи се течности като масло или нефт върху водна повърхност, в сапунени мехури, на крилете на пеперуди и птици